# Johann-Pachelbel-Preis
Der Johann-Pachelbel-Preis ist ein in Nürnberg vergebener Musikpreis zur Förderung junger Nachwuchsorganisten. Der Preis wird bei einem Orgelwettbewerb im Rahmen des „Musikfests ION“ vergeben (vormaliger Name bis 2018: Internationale Orgelwoche Nürnberg, kurz ION). Der Namensgeber Johann Pachelbel (1653–1706) war im letzten Jahrzehnt seines Lebens Organist an der Sebalduskirche in Nürnberg.
Der Johann-Pachelbel-Preis wurde erstmals im Jahr 1968 verliehen. Danach wurde der Orgelwettbewerb in 1974 und 1975 ausgetragen, dann 1977–1989 und 1991–2004 jeweils jährlich. Seitdem fand der Wettbewerb in den Jahren 2007, 2009, 2011, 2013, 2016 und 2018 statt.

## Preise und Austragung
Der Preis ist gestaffelt: Der 1. Preis ist mit 5000 Euro dotiert, der 2. Preis mit 2000 Euro, der 3. Preis mit 1000 Euro. Seit 2009 wird das Preisgeld von der Familie von Tucher gestiftet. Im Zeitraum von 1982 bis 2004 gab es außerdem einen Publikumspreis und von 1992 bis 2004 zusätzlich einen Sonderpreis für die beste Interpretation eines neu komponierten Orgelwerks.
Der Wettbewerb wird in drei Runden ausgetragen. Am Tag nach der dritten Runde findet ein Preisträgerkonzert statt, von dem ein Mitschnitt auf CD veröffentlicht wird.

## Preisträger (Auswahl)
- 1981 – Hartmut Rohmeyer
- 1982 – Wolfgang Kleber
- 1991 – Sigmund Bothmann
- 1992 – Rainer Oster
- 2011 – Sebastian Küchler-Blessing und Balázs Szabó

Eine Liste sämtlicher Preisträger seit 1968 findet sich auf der Website des Musikfestes ION.